# Jürgen Wittdorf

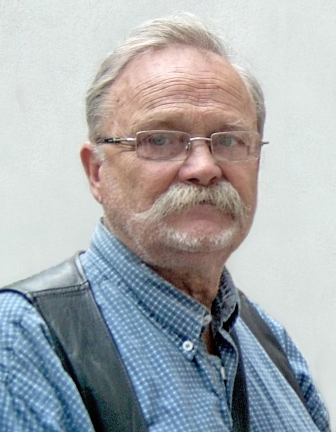
Jürgen Wittdorf, 2008

Jürgen Wittdorf (* 25. Juli 1932 in Karlsruhe; † 2. Dezember 2018 in Berlin) war ein deutscher Maler und Grafiker. Er wurde vor allem durch seine Buchillustrationen und seine Holz- und Linolschnitte bekannt.

## Leben
Jürgen Wittdorf absolvierte seine schulische Ausbildung in Königsberg. Die Familie kam 1945 infolge der Ereignisse des Zweiten Weltkriegs in die Sowjetische Besatzungszone nach Stollberg. Dort besuchte er die Oberschule und beteiligte er sich ab 1950 an einem Grafikzirkel Walter Schurigs. Er studierte von 1952 bis 1957 bei Gabriele Meyer-Dennewitz, Kurt Dietze und Alexander Neroslow an der Hochschule für Grafik und Buchkunst Leipzig. Danach war er ein Jahr lang in Leipzig freischaffend tätig. 1957 wurde er Mitglied des Verbands Bildender Künstler der DDR, dem er bis 1990 angehörte. Zugleich begann er eine Lehrtätigkeit an der Volkshochschule Leipzig, die er von 1959 bis 1964 als Lektor am Institut für Kunstpädagogik der Karl-Marx-Universität Leipzig fortsetzte. Dann arbeitete er wieder freischaffend. Außerhalb  der DDR wurden Arbeiten Wittdorfs in Polen, der CSSR, Finnland und der Sowjetunion gezeigt.
1964 kaufte Wittdorf ein über hundert Jahre altes Fachwerkhaus in Carwitz, das er selbst sanierte und von da an in den Sommermonaten bewohnte. 1967 war er Meisterschüler von Lea Grundig an der Akademie der Künste. 1970 zog er nach Ost-Berlin. Er arbeitete als Zirkelleiter im Haus der jungen Talente und lehrte von 1975 bis zu seinem Ruhestand 1991 im Haus des Lehrers.
Wittdorf verbrachte seinen Lebensabend in einer Berliner Behinderten-Wohngemeinschaft.
Wittdorf ist einer der Protagonisten des Dokumentarfilms Unter Männern – Schwul in der DDR von Ringo Rösener und Markus Stein.
Alle Bilder aus dem künstlerischen Nachlass wurden nach seinem Tod in zwei Sammelposten versteigert. Die gerahmten Bilder, die in Wittdorfs Wohnung hingen, ersteigerte der Berliner Galerist Jan Linkersdorff. Die zahlreichen Mappen mit den ungerahmten Werken sind heute Teil der Sammlung Kollek.
Bilder Wittdorfs befinden sich u. a. auch im Schwulen Museum Berlin und im Kunstarchiv Beeskow.

## Ehrungen
- 1960, 1974, 1977: Aktivist der sozialistischen Arbeit
- 1963: Erich-Weinert-Medaille
- 1974: Medaille für hervorragende Leistungen bei der sozialistischen Erziehung in der Pionierorganisation „Ernst Thälmann“
- 1984: Arthur-Becker-Medaille in Gold und Ehrennadel für Verdienste im sozialistischen Bildungswesen
- 1986: Medaille „Für hervorragende propagandistische Leistungen“
- 1988: Kurt-Barthel-Medaille

## Rezeption
Volker Braun thematisierte Wittdorfs Zyklus Für die Jugend 1965 in der ersten Ausgabe seines Buches Provokation für mich. Der Komponist Helmut Kontauts (* 1942) nahm den Zyklus als Basis für sein Musical Junge Leute in einer großen Stadt (Ein Zyklus wird lebendig).

## Werk
Wittdorfs Zyklus Für die Jugend machte ihn in der DDR bekannt. Seine Darstellung von Jugendlichen als sogenannte Halbstarke stellte einen Bruch mit den gängigen Konventionen der Kunst in der DDR dar, da sie Moralvorstellungen und Geschlechterrollen der Zeit zu hinterfragen schien. Jenseits von mythischer Überhöhung spiegelt das Werk den Wunsch der Jugend nach Veränderung und einem Leben jenseits der deutschen Nachkriegsspießigkeit. 1963 wurde der Zyklus als großformatige Grafikmappe im Verlag Junge Welt in einer Auflage von 10.000 Stück herausgegeben.
1964 entwarf Wittdorf den Zyklus Jugend und Sport, eine Auftragsarbeit für den Neubau der Deutschen Hochschule für Körperkultur in Leipzig. Die Arbeit stellt den männlichen Körper in den Mittelpunkt und trägt klar homoerotische Züge, die so wohl einzig in der Kunst der DDR dasteht.
2004 fand im Schwulen Museum die erste Ausstellung nach der deutschen Wiedervereinigung zu Wittdorfs Schaffen statt, wodurch eine Wiederentdeckung des Künstlers eingeleitet wurde. Eine umfassende Retrospektive mit fast 250 Bildern fand vom 5. September 2022 bis 10. Februar 2023 im Schloss Biesdorf in Berlin statt.

## Werke (Auswahl)

### Holzschnitte
- Gruppe mit Fahrrädern (Holzschnitt aus dem „Zyklus für die Jugend“, Blatt 97 × 70 cm, 1961)[12]
- Nashorn (Holzschnitt aus dem Zyklus Tiermütter, 1958)[13]
- Gruppe mit Kofferradio (Holzschnitt, aus dem neunteiligen Zyklus Für die Jugend, 1962)[14]
- Für Abschluss eines Friedensvertrags (Holzschnitt, um 1962)[15]
- Unter der Dusche / Baubrigade der Sportstudenten (Holzschnitt, 66,5 × 93 cm, 1964)[16]

### Zeichnungen
- Dolmetscherin Tamara (Tusche, aus der Folge Porträts aus der Sowjetunion, 1969/1970)[17]

### Architekturbezogene Werke
- Keramikwand am Sportforum Hohenschönhausen (nach der deutschen Wiedervereinigung zerstört)
- Mädchen mit Tauben (Sgraffito, 1964; Verwaltungsgebäude der Molkerei Döbeln)

### Buchillustrationen
- 1959 Witali Walentinowitsch Bianki Der Einzelgänger (Verlag Kultur und Fortschritt, Berlin)
- 1959 Richard Krumbholz: Auf Orchideenjagd (Verlag Neues Leben, Berlin)
- 1963 Anatoli Anatoljewitsch Durow Tiere im Zirkus (Der Kinderbuchverlag, Berlin)
- 1966 Oleg Erberg Der Elefantentreiber (Verlag Kultur & Fortschritt, Berlin)
- 1967 Klaus Hallacz Die goldene Brücke. Märchen und Sagen aus dem Spreewald (Der Kinderbuchverlag, Berlin)

## Ausstellungen (unvollständig)

### Einzelausstellungen
- 2007 Galerie Pohl, Berlin-Pankow: Jürgen Wittdorf – Holzschnitte
- 2007 Kunstverein Feldberger Land e. V.: 75 Jahre Jürgen Wittdorf, 55 Jahre Künstler, 44 Jahre Carwitzer
- 2007 Kutscherhaus, Berlin: Jürgen Wittdorf – Jubiläumsausstellung mit Malerei, Grafik und Fotografie zum 75.
- 2009 Eisenherz Buchladen, Berlin: Zeitfenster, Zeichnungen aus den Jahren 1958 bis 2007
- 2011 Stiller Don, Berlin: Jugend und Sport, Holzschnitte
- 2011 Ausstellungsräume HS-SOLID, Berliner Town & Country -Lizenzpartner: Zyklus für die Jugend (aus Anlass des 50. Jahrestages wurden die Original-Holzschnitte des Zyklus gezeigt)
- 2012 Kino Krokodil, Berlin: Mannsbilder
- 2012 Bar jeder Sicht, Mainz: Druckgrafiken von Jürgen Wittdorf
- 2012/13 Schwules Museum: Chronist des DDR-Alltags. Dem Grafiker Jürgen Wittdorf zum 80. Geburtstag, kuratiert von Andreas Sternweiler
- 2012/13 SCHMIT-Z, Trier: Druckgrafiken von Jürgen Wittdorf
- 2013 GBM -Galerie, Berlin: Jürgen Wittdorf – Zeugnisse aus sechs Jahrzehnten
- 2013 Stadthaus – Museum Lichtenberg: Durchs Leben gezeichnet, Zeichnungen aus sechs Jahrzehnten

#### Postum
- 2020 Jürgen Wittdorf: Lieblinge, Arbeiten von 1952–2003, Sammlung Linkersdorff, KVOST, Berlin (Kunstverein Ost. e.V.)[18][19], kuratiert von Stephan Koal, Katalog: Jürgen Wittdorf: Lieblinge: (Deutsch/Englisch), Stephan Koal, Jan Linkersdorff (Hrsg.): Berlin: DISTANZ Verlag 2020, ISBN 978-3-95476-340-5
- 2022 Schloss Biesdorf: Jürgen Wittdorf (1932–2018), kuratiert von Karin Scheel und Stephan Koal
- 2024 Jürgen Wittdorf: Kunst trifft Literatur – Jubiläums-Ausstellung im Buchladen Eisenherz mit literarischen Motiven aus der Sammlung Kollek[20]

### Ausstellungsbeteiligungen

#### Teilnahme an zentralen und wichtigen regionalen Ausstellungen in der DDR
- 1957: Berlin, Ausstellungspavillon Werderstraße („Junge Künstler der DDR“)
- 1958/1959, 1962/1963 und 1972/1973: Dresden, Vierte, Fünfte und VII. Deutsche Kunstausstellung
- 1961: Berlin, Akademie der Künste („Junge Künstlerin der DAK“)
- 1963: Ahrenshoop, Ausstellung junger Künstler
- 1965: Leipzig, Museum der Bildenden Künste („500 Jahre Kunst in Leipzig“)
- 1968: Halle/Saale, Staatliche Galerie Moritzburg („Sieger der Geschichte“)
- 1984: Leipzig, Museum der bildenden Künste („Kunst in Leipzig 1949–1984“)
- 1989: Berlin, Akademie-Galerie im Marstall („Bauleute und ihre Werke. Widerspiegelungen in der bildenden Kunst der DDR“)

#### Postume Ausstellung auf Gruppenausstellungen
- 2023: Walker Art Center: Multiple Realities: Experimental Art in the Eastern Bloc, 1960s–1980s, kuratiert von Pavel Pyś, Katalog: „Multiple Realities: Experimental Art in the Eastern Bloc 1960s–1980s“ (englisch), Pavel Pyś (Hrsg.): Minneapolis, 2023
- 2025: Museum im Prediger: „Wish you were queer: Un-/Sichtbarkeit von LSBTI* in Geschichte und Kunst vor und nach Stonewall 1969“, kuratiert von Dr. Martin Weinzettl, mit Leihgaben aus der Sammlung Kollek[20]